# Guenrikh Iagoda
Guenrikh Grigorievitch Iagoda (en russe : Генрих Григорьевич Ягода), né le 7 novembre 1891 à Rybinsk (Empire russe) et mort exécuté le 15 mars 1938 à Moscou, est un révolutionnaire bolchévique soviétique. Il dirige le NKVD de 1934 à 1936 et joue un grand rôle dans la mise en place du système du Goulag.

## Biographie

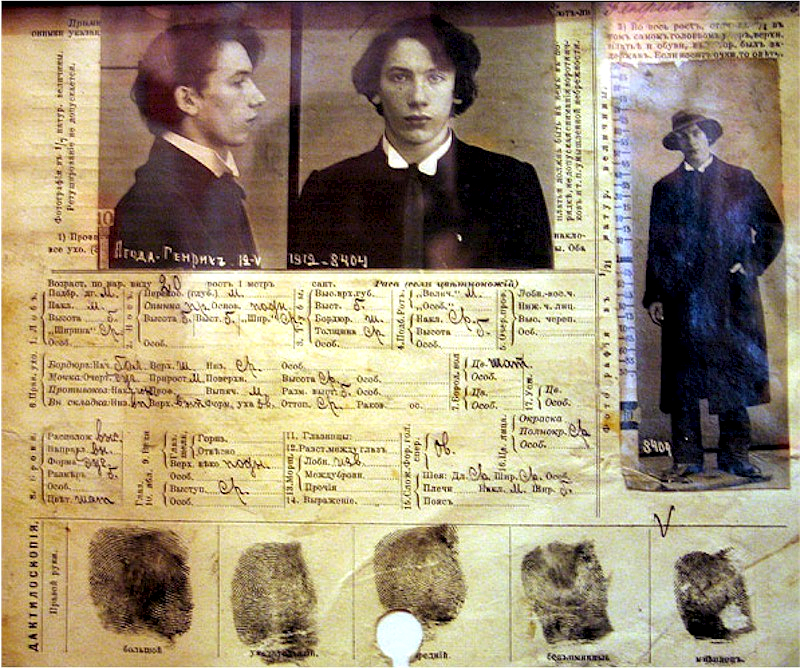
Photographie d'identité judiciaire de Iagoda en 1912.

Né Yenokh Gershevich Iyeguda au sein d'une famille juive, fils d’un bijoutier, il devient étudiant en pharmacie. Il adhère au parti bolchevik en 1907 et est déporté en Sibérie en 1911. Après la Révolution russe, il devient membre de la Tchéka, dont il est « administrateur » dès décembre 1920 ; en 1934, il est nommé vice-président du Guépéou. Il succède à Viatcheslav Menjinski, qui meurt opportunément — d'un arrêt cardiaque selon certains, empoisonné par Iagoda selon ses déclarations lors du troisième et dernier Procès de Moscou.
En 1926, le laboratoire des poisons était sous sa supervision.
Il supervise la construction du canal de la mer Blanche en forçant les prisonniers du Goulag à être employés comme ouvriers dans des conditions d'esclavage. Environ 25 000 à 30 000 prisonniers meurent lors de cette construction,[source insuffisante].

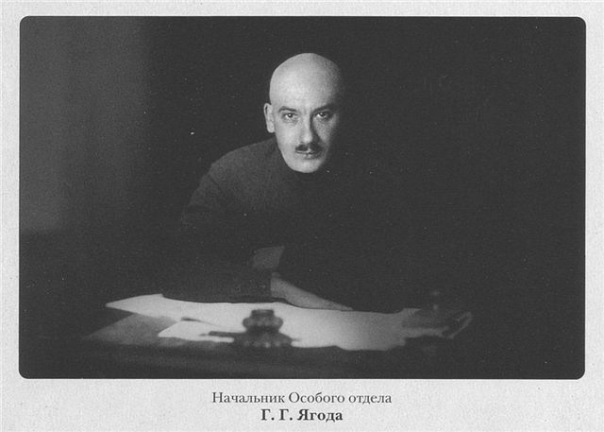
Iagoda en 1930.

Il est nommé commissaire du peuple à l'Intérieur (directeur du NKVD) de juillet 1934 à septembre 1936. Pour certains, l'organisation de l'assassinat de Sergueï Kirov le 1er décembre 1934 à Léningrad, et dans ce cas, vraisemblablement, sur ordre de Joseph Staline, pourrait lui être imputée. Pour d'autres historiens, cet assassinat relèverait plutôt d'un acte de vengeance individuel, que Staline a immédiatement exploité pour se débarrasser de certains bolcheviks, déclenchant une importante purge à Léningrad, avant les procès de Moscou.
En août 1936, sur ordre de Staline, il mène de bout en bout l'arrestation, le procès à grand spectacle (premier procès de Moscou), la condamnation et l'exécution de Grigori Zinoviev et Lev Kamenev, comptant parmi les plus proches collaborateurs de Lénine.
Toujours sur ordre de Staline, il est destitué de son poste et nommé brièvement Commissaire du Peuple à la Poste, puis arrêté le 3 avril 1937 par Nikolaï Iejov, d'abord son adjoint, puis son successeur, pour vol de diamants, corruption et pour avoir prétendument tenté d’empoisonner Iejov en aspergeant de mercure les rideaux de son bureau. Iagoda fut jugé au troisième et dernier Procès de Moscou dit « Procès des 21 » et au terme de celui-ci, reconnu coupable, fusillé le 15 mars 1938 par le bourreau Vassili Blokhine. 
Selon certaines sources, notamment les travaux de l'écrivain russe Alexandre Soljenitsyne et du juriste polonais Raphael Lemkin, il serait l'un des plus grands meurtriers du XXe siècle[réf. nécessaire]. En exécutant les ordres de Staline pendant la collectivisation, Iagoda aurait été responsable de la mort de plusieurs millions de personnes[réf. nécessaire]. Ses subordonnés ont, sous son commandement, mis en place et géré le système du Goulag[réf. nécessaire].
En janvier 2021, des enregistrements vidéos révèlent que son portrait est affiché dans un commissariat russe. Ces images ont été prises dans le cadre de l'arrestation de l'opposant politique Alexeï Navalny, qui retournait dans le pays après avoir été hospitalisé en Allemagne à la suite de son empoisonnement en août 2020.

## Vie privée et personnalité

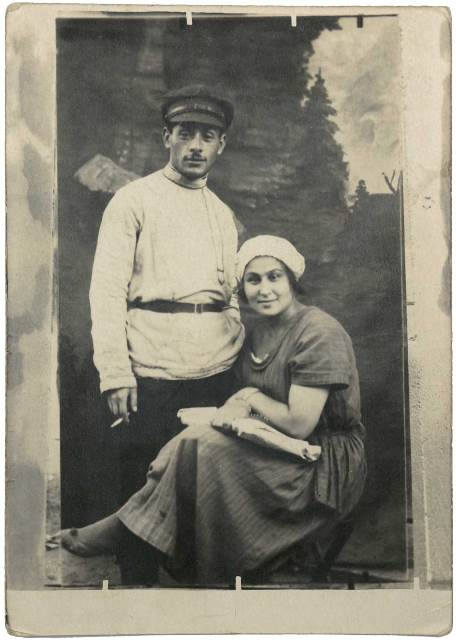
Guenrikh Iagoda et son épouse Ida Averbakh en 1922.

Simon Sebag Montefiore le décrit comme « de petite taille, sournois et à moitié chauve », toujours vêtu d’un grand uniforme. Il était amateur de vins français, de roses et d’orchidées, mais également de pornographie et de femmes : la perquisition menée lors de son arrestation dénombra des milliers de photographies pornographiques et des centaines de vêtements féminins de luxe. Il avait également conservé les balles extraites des têtes de Zinoviev et Kamenev.